# Trasporti in Inghilterra
La rete di trasporti in Inghilterra comprende un'infrastruttura densa e moderna. Il Dipartimento per i trasporti è il dipartimento governativo responsabile della rete di trasporti inglese. Il trasporto nel Regno Unito è composto da reti stradali, aeree, ferroviarie e idriche. Una rete stradale radiale ammonta a 29.145 miglia (46.904 km) di strade principali, 2.173 miglia (3.497 km) di autostrade e 213.750 miglia (344.000 km) di strade asfaltate.
La rete ferroviaria nazionale è composta di 10.072 miglia di percorso (16.116 km) in Gran Bretagna e 189 miglia di percorso (303 km di percorso) trasporta giornalmente oltre 18.000 passeggeri e 1.000 treni merci. Esistono reti ferroviarie urbane a Birmingham, Liverpool, Londra, Manchester e Newcastle. Ci sono molti aeroporti regionali e internazionali, con l'aeroporto di Heathrow a Londra che è uno dei più trafficati al mondo. Il Regno Unito ha anche una rete di porti che hanno ricevuto oltre 558 milioni di tonnellate di merci nel 2003-2004. I trasporti sono la principale fonte di emissioni di gas serra nel Regno Unito.
Il Segretario di Stato per i trasporti è il membro del gabinetto responsabile del Dipartimento per i trasporti. L'ufficio si chiamava Ministro dei Trasporti ed è stato più volte fuso con il Segretario di Stato per l'ambiente.

## Tendenze dei trasporti
Il trasporto passeggeri è cresciuto negli ultimi anni. I dati del DfT mostrano che il viaggio totale di passeggeri all'interno del Regno Unito è passato da 403 miliardi di passeggeri-km nel 1970 a 793 miliardi nel 2015.
Il trasporto merci ha subito cambiamenti simili, aumentando di volume e spostandosi dalla ferrovia alla strada. Nel 1953 furono movimentate merci per 89 miliardi di tonnellate-chilometro, di cui il 42% su rotaia, il 36% su strada e il 22% sull'acqua. Nel 2010 il volume delle merci movimentate è più che raddoppiato, raggiungendo i 222 miliardi di tonnellate-chilometro, di cui il 9% su rotaia, il 19% su acqua, il 5% su gasdotti e il 68% su strada. Nonostante l'aumento delle tonnellate-chilometro, i costi esterni ambientali di camion e autocarri nel Regno Unito secondo quanto riferito sono diminuiti. Tra il 1990 e il 2000, c'è stato un passaggio a veicoli per merci più pesanti a causa di importanti cambiamenti nel settore dei trasporti, tra cui uno spostamento delle vendite verso veicoli articolati più grandi. Un fatturato della flotta superiore alla media ha assicurato una rapida introduzione di veicoli nuovi e più puliti in Inghilterra e nel resto del Regno Unito.

## Rotaia
Il trasporto ferroviario inglese è in gran parte basato su servizi provenienti da uno dei capolinea ferroviari di Londra che operano in tutte le direzioni su binari per lo più di proprietà di Network Rail.
La rete ferroviaria in Gran Bretagna è la più antica al mondo di questo tipo. Il sistema è costituito da cinque linee principali ad alta velocità (West Coast, East Coast, Midland, Great Western e Great Eastern), che si dirama da Londra al resto del paese, integrate da linee ferroviarie regionali e fitte reti di pendolari all'interno delle principali città. L'High Speed 1 è operativamente separata dal resto della rete ed è costruita secondo lo stesso standard del sistema TGV in Francia.
La prima ferrovia passeggeri al mondo a vapore fu la Stockton & Darlington Railway, inaugurata il 27 settembre 1825. Poco meno di cinque anni dopo la prima ferrovia interurbana al mondo fu la Ferrovia Liverpool-Manchester, progettata da George Stephenson e inaugurata dal Primo ministro, il Duca di Wellington il 15 settembre 1830. La rete crebbe rapidamente come un mosaico di centinaia di società separate durante l'era vittoriana, che alla fine fu consolidata in sole quattro nel 1922, quando il boom delle ferrovie finì e iniziarono a perdere denaro. Alla fine, l'intero sistema passò sotto il controllo statale nel 1948, sotto il British Transport Commission Railway Executive. Dopo il 1962 passò sotto il controllo del British Railways Board; poi di British Railways (poi di British Rail).
In Inghilterra, l'infrastruttura (principalmente binari, stazioni, depositi e segnalamento) è di proprietà e gestita da Network Rail, una società senza fini di lucro. I servizi passeggeri sono gestiti da compagnie ferroviarie (TOC), che sono concessioni assegnate dal Dipartimento per i trasporti (in Inghilterra). Gli esempi includono Avanti West Coast e East Midlands Railway. I treni merci sono gestiti da società di trasporto merci, come DB Cargo UK, che sono operazioni commerciali non supportate dal governo. La maggior parte delle compagnie ferroviarie non possiede le locomotive e le carrozze che utilizzano per i servizi passeggeri. Sono tenuti invece a noleggiarli dalle tre Rolling stock company (ROSCO), con la manutenzione dei treni effettuata da società come Bombardier e Alstom.
In Gran Bretagna ci sono 10.274 miglia (16.534 km) di binari a scartamento 1.435 mm (4 ft 8+1⁄2 in), ridotti da un picco storico di oltre 30.000 miglia (48.000 km). Di questi, 3.062 miglia (4.928 km) sono elettrificate e 7.823 miglia (12.590 km) sono binari doppi o multipli. La velocità massima programmata sulla rete regolare è stata storicamente di circa 125 miglia all'ora (201 km/h) sulle linee InterCity. Sull'High Speed 1, i treni sono ora in grado di raggiungere la velocità dei TGV francesi. High Speed 2 è una linea ad alta velocità all'avanguardia, fondamentale per il futuro del trasporto a basse emissioni di carbonio del Regno Unito. High Speed 2 è una nuova ferrovia ad alta velocità che collega Londra, le Midlands, il Nord e la Scozia servendo oltre 25 stazioni, tra cui otto delle 10 più grandi città della Gran Bretagna e collegando circa 30 milioni di persone.
Network Rail sta valutando la riapertura di una ferrovia nel sud-ovest dell'Inghilterra che collega Tavistock a Okehampton ed Exeter in alternativa alla linea principale costiera che è stata danneggiata a Dawlish dalle tempeste costiere nel febbraio 2014, causando disagi diffusi. Per far fronte all'aumento del numero di passeggeri, è in corso un ampio programma di aggiornamenti della rete, tra cui Thameslink, Crossrail, elettrificazione delle linee, segnalazione in cabina, nuovi treni interurbani e una nuova linea ad alta velocità. L'Office of Rail and Road (ORR) è il regolatore per Network Rail, attualmente supervisiona i finanziamenti per il Control Period 6 (CP6) - dal 1º aprile 2019 al 31 marzo 2024.
I viaggi a breve distanza che non passano per Londra sono generalmente indicati come viaggi cross country. La maggior parte dei servizi sono gestiti da CrossCountry e spesso terminano nel Galles sudorientale o in Scozia. La linea da Oxford a Cambridge o Varsity Line dovrebbe essere ricostruita per consentire i viaggi evitando Londra e Birmingham. Anche i servizi ferroviari regionali sono gestiti da queste e altre compagnie ferroviarie e si concentrano sulle principali città, molte delle quali hanno sviluppato reti ferroviarie urbane e pendolari. Ciò include la London Overground a Londra e il Servizio ferroviario suburbano di Liverpool, che opera dentro e intorno a Liverpool. La London Underground (comunemente conosciuta come The Tube) è il sistema di trasporto rapido più antico e più lungo del mondo.

### Trasporto rapido
Tre città del Regno Unito hanno sistemi di trasporto rapido. Il più noto è la London Underground (comunemente conosciuta come the Tube), il più antico sistema di trasporto rapido del mondo (aperto nel 1863). Un altro sistema a Londra è anche la separata Docklands Light Railway (aperta nel 1987). Sebbene questo sia più un sistema di metropolitana leggera elevato a causa delle sue ridotte capacità di passeggeri; inoltre, è integrato con la metropolitana in molti modi). Un altro sistema, la metropolitana del Tyne and Wear (aperta nel 1980), serve Newcastle, Gateshead, Sunderland, North Tyneside e South Tyneside e ha molte somiglianze con un sistema di trasporto rapido che include stazioni della metropolitana, ma a volte è considerato una metropolitana.

### Tram e metropolitana leggera
I sistemi di tram erano popolari in Inghilterra tra la fine del XIX e l'inizio del XX secolo. Tuttavia, con l'avvento dell'autobus a motore e in seguito dell'auto, negli anni '50 iniziarono a essere ampiamente smantellati. Nel 1962 rimase solo la rete tranviaria di Blackpool. Tuttavia, negli ultimi anni i tram hanno visto una rinascita, come in altri paesi, così come i sistemi di metropolitana leggera. Esempi di questa seconda generazione di sistemi di tram e metropolitana leggera includono:
- Docklands Light Railway nella zona est di Londra
- Metrolink di Manchester nella Grande Manchester
- Rete tranviaria di Nottingham a Nottingham
- Rete tranviaria di Sheffield a Sheffield
- Tramlink a Croydon
- Metropolitana del Tyne and Wear a Tyne and Wear
- Rete tranviaria di Birmingham nelle West Midlands

## Strade
La rete stradale in Gran Bretagna, nel 2006, consisteva di 7.596 miglia (12.225 km) di strade statali (di cui 2.176 miglia (3.502 km) di autostrada), 23.658 miglia (38.074 km) di strade principali (di cui 34 miglia (55 km) di autostrada), 71.244 miglia (114.656 km) di strade "B" e "C" e 145.017 miglia (233.382 km) di strade non classificate (principalmente strade locali e strade di accesso) - per un totale di 247.523 miglia (398.350 km).
La strada è il mezzo di trasporto più diffuso nel Regno Unito, percorsa da oltre il 90% di viaggi di passeggeri motorizzati e il 65% di merci nazionali. Le principali autostrade e strade statali, molte delle quali sono a doppia carreggiata, formano la rete principale che collega tutte le città e i principali centri. Questi costituiscono circa un terzo del traffico nazionale e occupano circa lo 0,16% della sua superficie.
Highways England (una società di proprietà del governo) è responsabile della manutenzione delle autostrade e delle strade statali in Inghilterra. Altre strade inglesi sono mantenute dalle autorità locali. A Londra, Transport for London è responsabile di tutte le maggiori e altre strade principali, che fanno parte di London Streets divisione di Transport for London.
La guida è a sinistra. Il limite di velocità massimo usuale è di 70 miglia all'ora (112 km/h) su autostrade e strade a doppia carreggiata. Il 29 aprile 2015, la Corte suprema del Regno Unito ha stabilito che il governo deve intraprendere un'azione immediata per ridurre l'inquinamento atmosferico, a seguito di una causa intentata dagli avvocati ambientalisti di ClientEarth.

### Trasporto in autobus
Gli autobus svolgono un ruolo importante nel trasporto pubblico dell'Inghilterra, oltre ad un ampio uso privato. Mentre il trasporto ferroviario è aumentato negli ultimi vent'anni a causa della congestione stradale, lo stesso non vale per gli autobus, che in genere sono stati utilizzati meno, ad eccezione di Londra, dove il loro utilizzo è aumentato in modo significativo. Il trasporto in autobus è fortemente sovvenzionato, soprattutto a Londra. Nel 2014/15, ci sono stati 4,65 miliardi di viaggi in autobus in Inghilterra, di cui 2,4 miliardi a Londra.

### Infrastrutture ciclabili
Il National Cycle Network, creato dall'ente benefico Sustrans, è la principale rete di percorsi ciclabili segnalati del Regno Unito. Utilizza piste ciclabili dedicate e strade con traffico minimo e copre 14.000 miglia, passando entro un miglio dalla metà di tutte le case. Altre piste ciclabili come la National Byway, la Sea to Sea Cycle Route e le piste ciclabili locali si possono trovare in tutto il paese.
Piste ciclabili segregate vengono installate nelle città di tutta l'Inghilterra come Londra, Manchester e Bristol, ad esempio. A Londra Transport for London ha installato Cycleways. Il Dipartimento per i trasporti ha effettuato numerosi investimenti infrastrutturali chiave, annunci e programmi per migliorare l'infrastruttura ciclabile in Inghilterra.

### Trasporto su acqua
La costruzione di grandi canali iniziò in Inghilterra dopo l'inizio della Rivoluzione industriale nel XVIII secolo. Fu costruita una vasta rete di canali che divenne il principale mezzo di trasporto delle merci in tutto il paese; tuttavia, dal 1830 con lo sviluppo delle ferrovie, la rete dei canali iniziò a declinare. Ci sono attualmente 1.988 miglia (3.199 km) di corsi d'acqua nel Regno Unito e l'uso principale è ricreativo. 385 miglia (620 km) sono utilizzati per il commercio. (stima della CIA del 2004).